# Heinrich Brunn
Heinrich Brunn ( * Wörlitz, 23 de enero de 1822 – 23 de julio de 1894 ) fue un arqueólogo alemán.
Brunn estudia arqueología y filología en Bonn.  En 1843 recibe su grado de doctorado con la tesis Artificum liberae Graeciae tempora, y se traslada a Italia; trabajando en el Instituto Arqueológico Alemán en Roma hasta 1853.  En 1865 inaugura el creado profesor de arqueología de la Universidad de Múnich Ludwig Maximiliano. Entre sus alumnos estaban Gustav Körte, Adolf Furtwängler, Paul Arndt, Walther Amelung, Arthur Milchhöfer,  Heinrich Bulle.
Fue ennoblecido por el gobierno bávaro en 1882, convirtiéndose en Heinrich von Brunn.